# 主场优势
主場優勢（Home advantage）是指體育比賽中，球隊在主場駐地的體育館和外地隊伍比賽，勝率比較高；可能達到55%，甚至近70%。
傳統觀念認為，主場優勢在於客隊須舟車勞頓前往主隊的比賽場地作賽，主場球隊賽程較鬆散、連續出賽的情形比較少，而主隊比客隊更熟悉比賽場地及當地的氣候，及主隊在自己的場館比賽支持者佔大多數，因而能夠得到更多的加油助威，並對對手施加更大的壓力。
此外，由於棒球比賽的主場球隊是後進攻的，當客隊完成最後一局的進攻後，主場球隊在下一半局只要拿到超前分就能確定獲勝，因此可以根據當下的分差，來決定要採取較保守或較激進的進攻策略。
《比賽中的行為經濟學：賽場行為與比賽勝負的奧秘》「Scorecasting: The Hidden Influences Behind How Sports Are Played and Games Are Won」一書探討NBA球隊、棒球、足球主場優勢，發現傳統觀念影響不大。主場優勢的主因在觀眾的聲音越吵，裁判想要減輕心理壓力，可能無意識的因從眾效應，做出對主場球隊有利的判決。